# Жовто-плямистий даман
Жовто-плямистий даман, або даман Брюса (Heterohyrax brucei) — вид ссавців ряду даманів, єдиний представник роду гірських даманів (Heterohyrax). Має 25 підвидів.

## Етимологія
Вид названий на честь британського мандрівника й дослідника XVIII століття Джеймса Брюса.

## Зовнішній вигляд
Довжина тіла дорослого дамана — 32,5-56 см, висота в плечах — 30,5 см. Маса — 1,3-4,5 кг. Самці й самиці практично не відрізняються розмірами, хоча самки зазвичай трохи більші. Складений жовто-плямистий даман щільніше, ніж капський, з більш вузькою мордою. Зовні він дещо нагадує морську свинку, велику кавію, бабака. Волосяний покрив щільний, низький і грубий, хоча остьове волосся м'якше, ніж у капського дамана, до 30 мм завдовжки, з чорними кінчиками. Забарвлення хутра на спині і боках варіює від сірого в посушливих районах до коричнево-червоного у вологих. На череві хутро біле або кремове; на морді виділяються «брови» такого ж кольору. Спинна залоза (довжиною до 1,5 см) оточена подовженими волоссям; зазвичай її колір жовтий (звідси одна з назв виду — «жовто-плямистий даман»), рідше від червонувато-охристого до брудно-білого. Хвіст рудиментарний. На морді ростуть вібриси довжиною до 90 мм.
Підошви лап дамана спеціалізовані для пересування по гладкому камінню — вони оголені і вологі від секреції шкірних залоз, а пристрій мускулатури дозволяє ступні набувати форми присоски. Кінцівки стопоходячі. Терморегуляція, як і у всіх даманів, розвинена погано, температура тіла змінюється від 24 до 35˚C залежно від температури навколишнього середовища. Зіниця захищена від яскравого світла особливим виростом райдужної оболонки, що дозволяє даману дивитися прямо на сонце: це еволюційне пристосування дозволяє йому легко помічати хижаків в яскравому сонячному світлі. У самиць одна пара грудних і дві пари пахових сосків.

## Ареал
Жовто-плямистий даман мешкає в Алжирі, Анголі, Ботсвані, Бурунді, Демократичній республіці Конго, Єгипті, Ізраїлі, Сирії, Еритреї, Ефіопії, Кенії, Малаві, Мозамбіку, Руанді, Сомалі, Південної Африки, Судану, Танзанії, Уганд, Замбії, і Зімбабве. Його природне місце існування — суха савана і скелясті області. Може проживати від рівня моря до 3800 метрів у горах.

## Спосіб життя

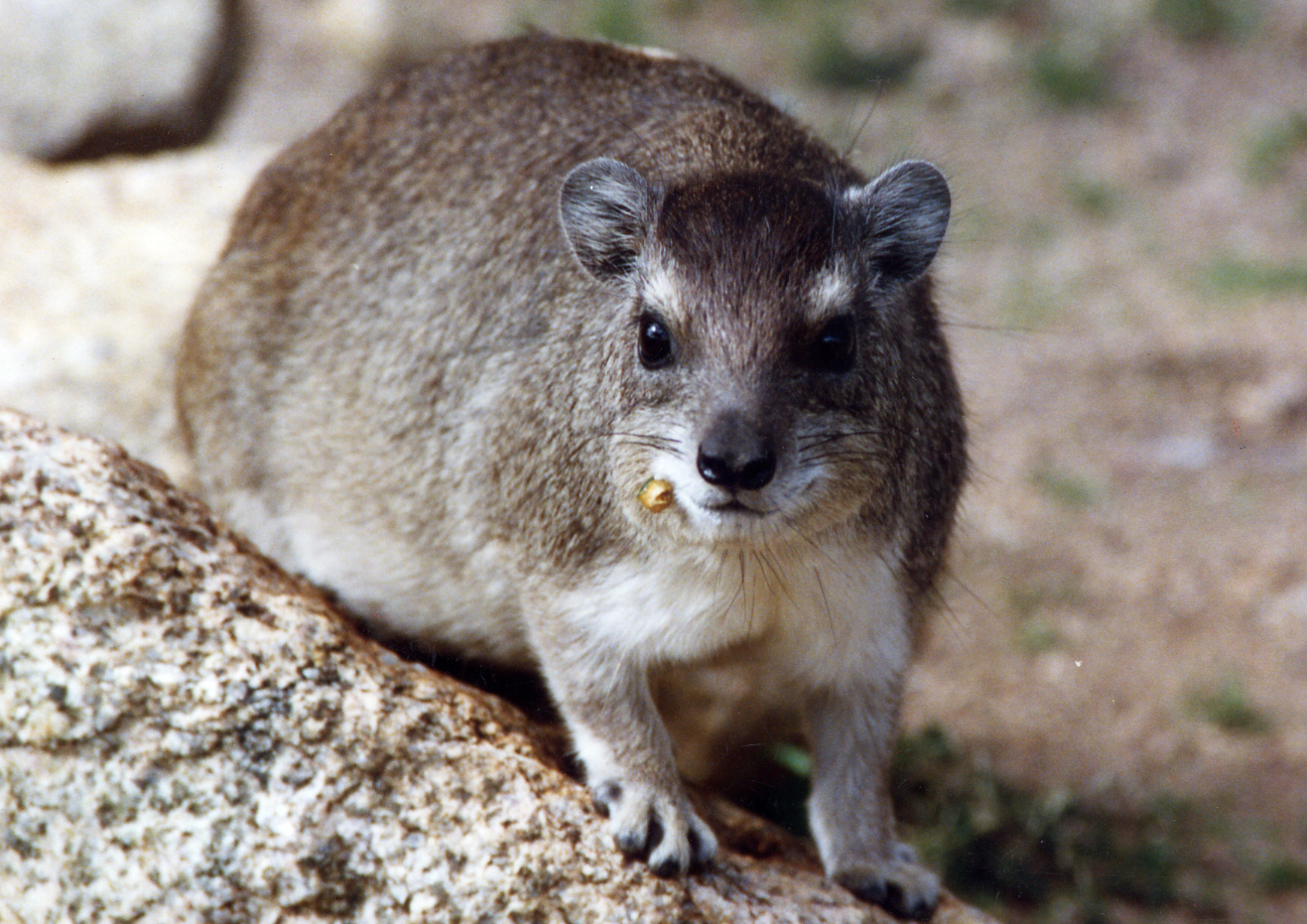
Даман Брюса в зоопарку Серенгеті, Танзанія

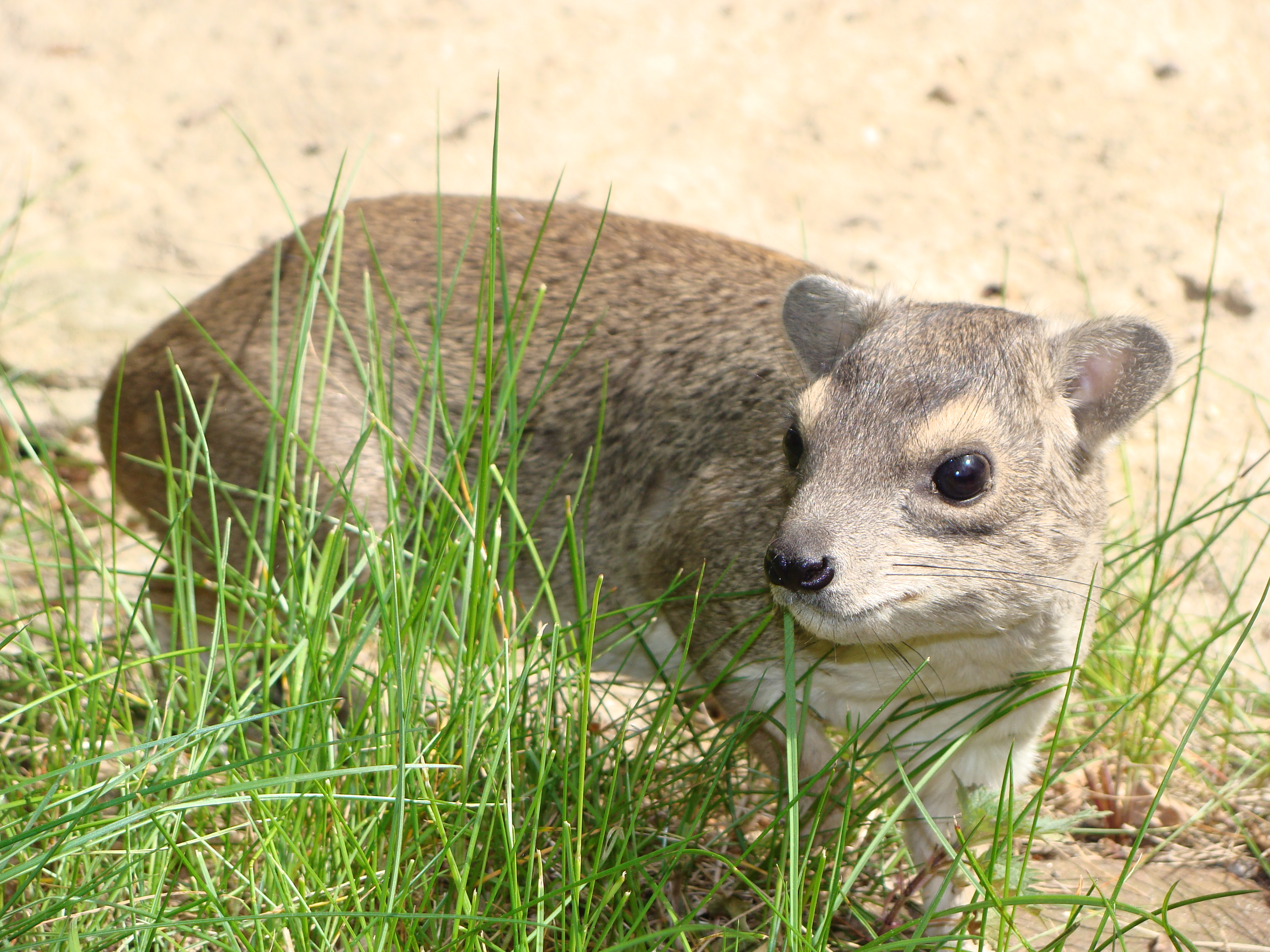
Даман Брюса в траві

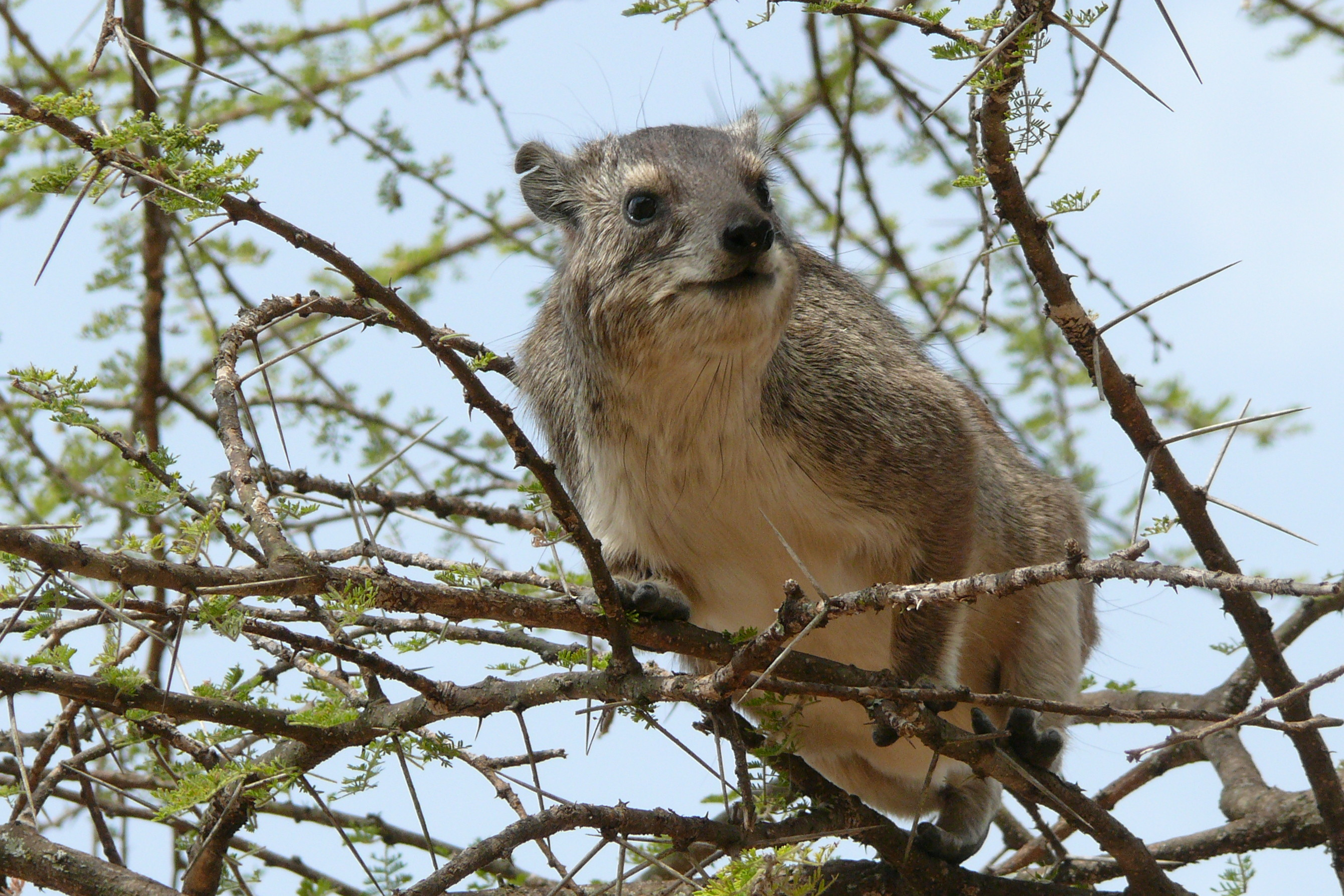
Даман Брюса на дереві

Місцем проживання жовто-плямистих даманів є кам'янисті пагорби, осипи і схили гір. У гори вони піднімаються до висоти 3 800 м над рівнем моря. Характерні скельні височини (Монаднок) в посушливих місцевостях забезпечують даманам відповідну температуру (17-25˚C) і вологість (32-40 %), надаючи захист від степових пожеж.
Як і всі дамани, жовто-плямистий даман — колоніальні тварини. Звичайна чисельність колонії — до 34 особин; її основу становить стабільна полігінія сімейної групи (гарем). До складу групи входить дорослий самець, до 17 дорослих самок і дитинчата. Жовто-плямисті дамани часто співіснують поряд з капських даманами, розділяючи з ними житло. Активні дамани вдень, а також в яскраві місячні ночі. Харчуються зазвичай з 7:30 до 11 години та з 15:30 до 18 години дня, проте до 94 % часу гріються на сонці, лежачи на скелястих виступах у другій половині дня, доглядають за хутром і малятами. Деякі люблять погратися, ганяючи один за одним серед скель. Притулком даманів є порожнечі між камінням, тріщини та скельні ущелини. Мають прекрасний зір і слух; при нападі агресивно захищаються за допомогою зубів. Слід відзначити сильну настороженість, через яку дамани ховаються в укриття від найменшої тривоги, але також вони надзвичайно цікаві і дуже швидко виходять назовні. У разі небезпеки тварини видають пронизливі крики, які змушують інших даманів ховатися в укриття. Здатні розвивати швидкість до 5 м/с та добре стрибають.
Харчуються дамани різноманітною рослинною їжею, включаючи листя, плоди, пагони, кору дерев, ягоди, траву, фрукти. Наприклад, одна колонія, що спостерігалася в Замбії, поїдала переважно листя гіркого ямсу (лат. Dioscorea bulbifera). Основним джерелом їжі є різні види акацій і алофілуса. В цілому, воліють годуватися деревно-чагарниковою рослинністю, заради чого дамани можуть навіть забиратися на дерева. Іноді дамани можуть з'їсти навіть й маленьких гризунів. Звичайний раціон жовто-плямистого дамана в національному парку Серенгеті включає види  корди (лат. Cordia ovalis), греві (лат. Grewia fallax), гібіскусу (лат. Hibiscus lunarifolius), фікусу (лат. Ficus), міру (лат. Maerua triphylla). Води не п'ють, оскільки отримують необхідну рідину з рослинності. Годуються групами, рідше — поодинці.

## Розмноження
У жовто-плямистих даманів є два сезони розмноження: травень-грудень і грудень-січень. Вагітність триває 6,5-7,5 місяців (230 днів). Народжується 1-3, в середньому 1.6 малят. Іноді жовто-плямисті дамани діляться виводковим гніздом із капськими даманами. Вага дитинчати при народженні 220—230 г. Новонароджені добре розвинені, здатні бігати. Молочне вигодовування продовжується до 6 місяців. Статевої зрілості досягають в 16-17 місяців. Між 16 і 30 місяцями підрослі молоді самці покидають рідну територію, самки приєднуються до сімейної групи.
Середня тривалість життя досліджуваних 17 самиць була 50.6 місяців, але одна самиця дожила до 11 річного віку. Самці зазвичай не живуть так довго.

## Загрози та охорона
Серйозних загроз для цього виду немає, локально на нього може вестись полювання. Зустрічається в багатьох охоронних районах. З 2006 даман Брюса включений у Червоний список Міжнародного союзу охорони природи зі статусом «вид мінімального ризику» (lower risk/least concern).
На даманів Брюса полюють великі змії (ієрогліфові пітони), хижі птахи, леопарди і дрібніші хижаки (наприклад, мангусти). Вони сприйнятливі до вірусної пневмонії та туберкульозу. Бувають заражені нематодами виду Crossophorus collaris, різними видами кліщів, бліх і вошей.